# Referendum over de onafhankelijkheid van de Comoren

Vlag van de Comoren voor de onafhankelijkheid in 1975

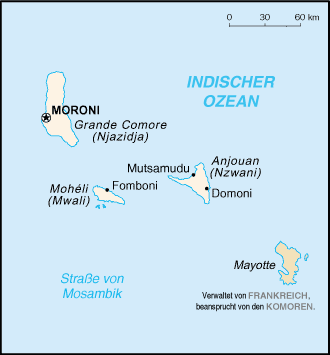
De eilanden van de Comoren en Mayotte

Het referendum over de onafhankelijkheid van de Comoren vond plaats op 22 december 1974 op de eilandengroep de 
Comoren in de Indische Oceaan, die destijds onder Frans bestuur stonden. Oorspronkelijk zou het referendum pas in 1978 gehouden worden, maar na demonstraties in 1973 werd het referendum vervroegd.

## Uitslag
Bij het referendum stemde 94,57 % voor de onafhankelijkheid. Bijna alle tegenstemmen werden uitgebracht op het eiland Mayotte, waar de bevolking in meerderheid stemde voor een voortzetting van het Franse bestuur. Op de andere eilanden werd vrijwel unaniem vóór onafhankelijkheid gestemd. De opkomst bedroeg 93,3 %.
Als resultaat verklaarde de Unie der Comoren, bestaande uit de eilanden Grande Comore, Anjouan, Mohéli en enkele kleinere eilanden zich op 6 juli 1975 onafhankelijk, terwijl het eiland Mayotte Frans bleef.
| Eiland                           | Voor onafhankelijkheid | Voor onafhankelijkheid | Tegen onafhankelijkheid | Tegen onafhankelijkheid | Ongeldig | Totaal  |
| Eiland                           | Stemmen                | %                      | Stemmen                 | %                       | Ongeldig | Totaal  |
| -------------------------------- | ---------------------- | ---------------------- | ----------------------- | ----------------------- | -------- | ------- |
| Anjouan                          | 58.897                 | 99,93                  | 44                      | 0,07                    | 4        | 58.945  |
| Grande Comore                    | 84.123                 | 99,98                  | 21                      | 0,02                    | 39       | 84.183  |
| Mayotte                          | 5.110                  | 36,78                  | 8.783                   | 63,22                   | 84       | 13.977  |
| Mohéli                           | 6 054                  | 99,92                  | 5                       | 0,08                    | 3        | 6.062   |
| Totaal                           | 154.184                | 94,57                  | 8.853                   | 5,43                    | 130      | 163.167 |
| Bron: African Elections Database |                        |                        |                         |                         |          |         |

Een tweede referendum, dat op 8 februari 1976 op Mayotte gehouden werd, bevestigde de uitslag van het eerste referendum. Bij een opkomst van 83,34 % stemde 99,42 % van de bevolking van Mayotte tegen onafhankelijkheid.